# Assiniboine Park Zoo
Koordinaten: 49° 52′ 9″ N, 97° 13′ 50″ W
Der Assiniboine Park Zoo befindet sich in Winnipeg in der kanadischen Provinz Manitoba. Er ist Mitglied der Canadian Association of Zoos and Aquariums (CAZA) und der Association of Zoos and Aquariums (AZA). Der Assiniboine Park Zoo ist der älteste noch bestehende Zoo in Kanada.

## Geschichte
Der Zoo wurde 1904, zusammen mit dem Assiniboine Park, gegründet und mit einigen einheimischen Tieren besetzt. 1956 wurde die Zoologische Gesellschaft von Manitoba (The Zoological Society of Manitoba) gegründet, um die Finanzierung für den Zoo zu unterstützen. Im Jahr 1959 erhielt der Zoo den offiziellen Namen „Assiniboine Park Zoo“. Seit 2008 ist die Assiniboine Park Conservancy, eine gemeinnützige Organisation für den Betrieb des Zoos verantwortlich.
Die kanadische Bundesregierung, vertreten durch den zuständigen Minister, würdigte die Einrichtung von Park und Zoo als Herzstück eines innovativen und zukunftsweisenden Stadtparksystems und erklärten sie am 6. Juni 2016 zu einem „nationalen historischen Ereignis“.

## Tierbestand und Anlagenkonzept
Im Assiniboine Park Zoo werden ca. 180 Tierarten gezeigt. Gemäß den sich ändernden tiergärtnerischen Erfordernissen werden auch der Tierbestand und die Anlagen ständig aktualisiert. Im Jahr 2012 wurde beispielsweise das International Polar Bear Conservation Center in Betrieb genommen und 2014 die Ausstellung Journey to Churchill eröffnet. Die Ausstellung zeigt Lebensräume für Eisbären sowie weitere Arten der Polargebiete und enthält einen Unterwassertunnel. Die Eisbären können auch durch Glasscheiben im Wasser beobachtet werden. Die für die Ausstellung namensgebende Stadt Churchill beherbergt eine der größten Eisbärenpopulationen weltweit. So wird im Zoo auf die nordamerikanische Fauna und arktische Regionen besonderer Wert gelegt. Nachfolgende Bilder zeigen einige ausgewählte Tierarten aus diesen Bereichen.

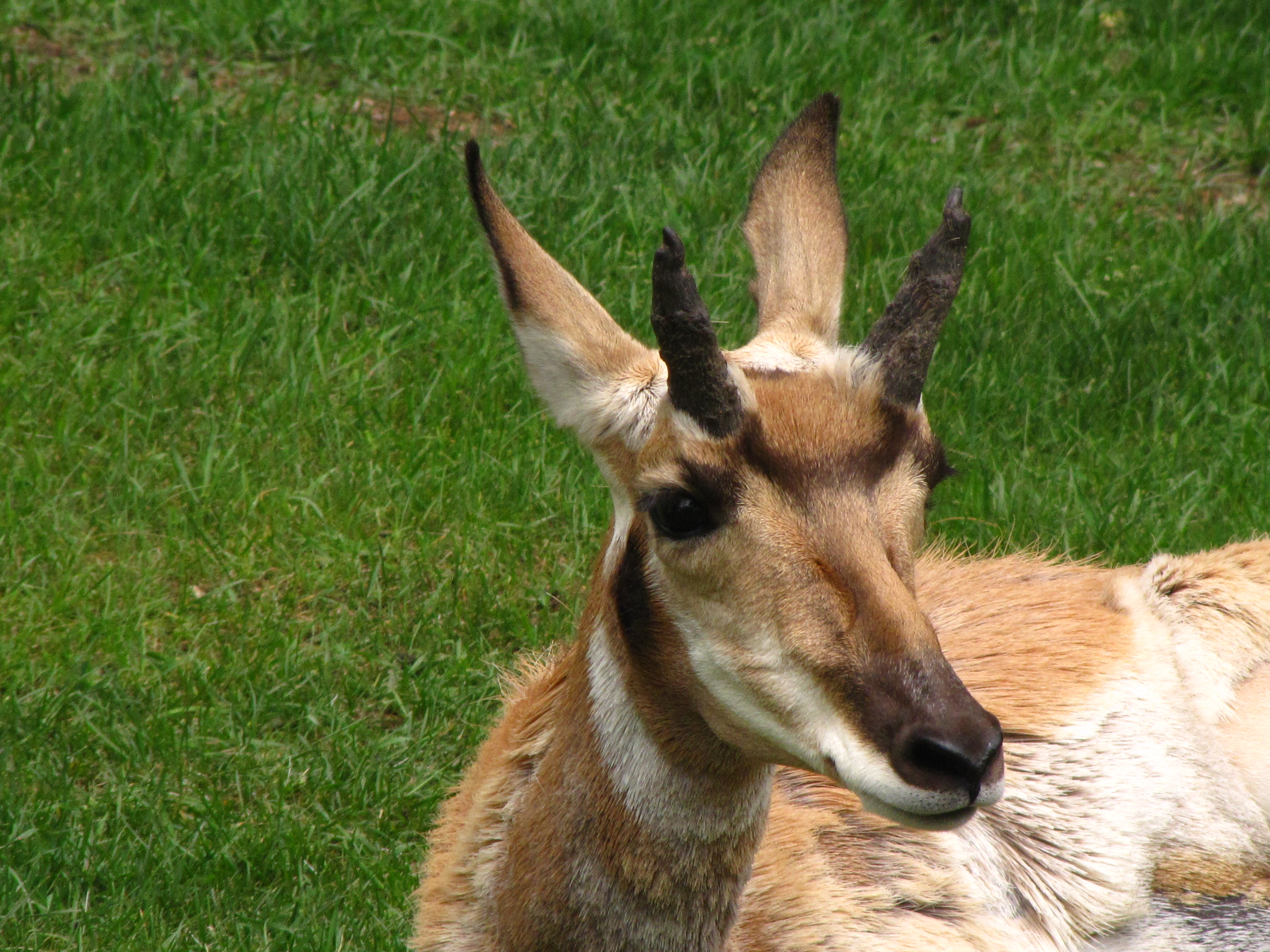
Gabelbock
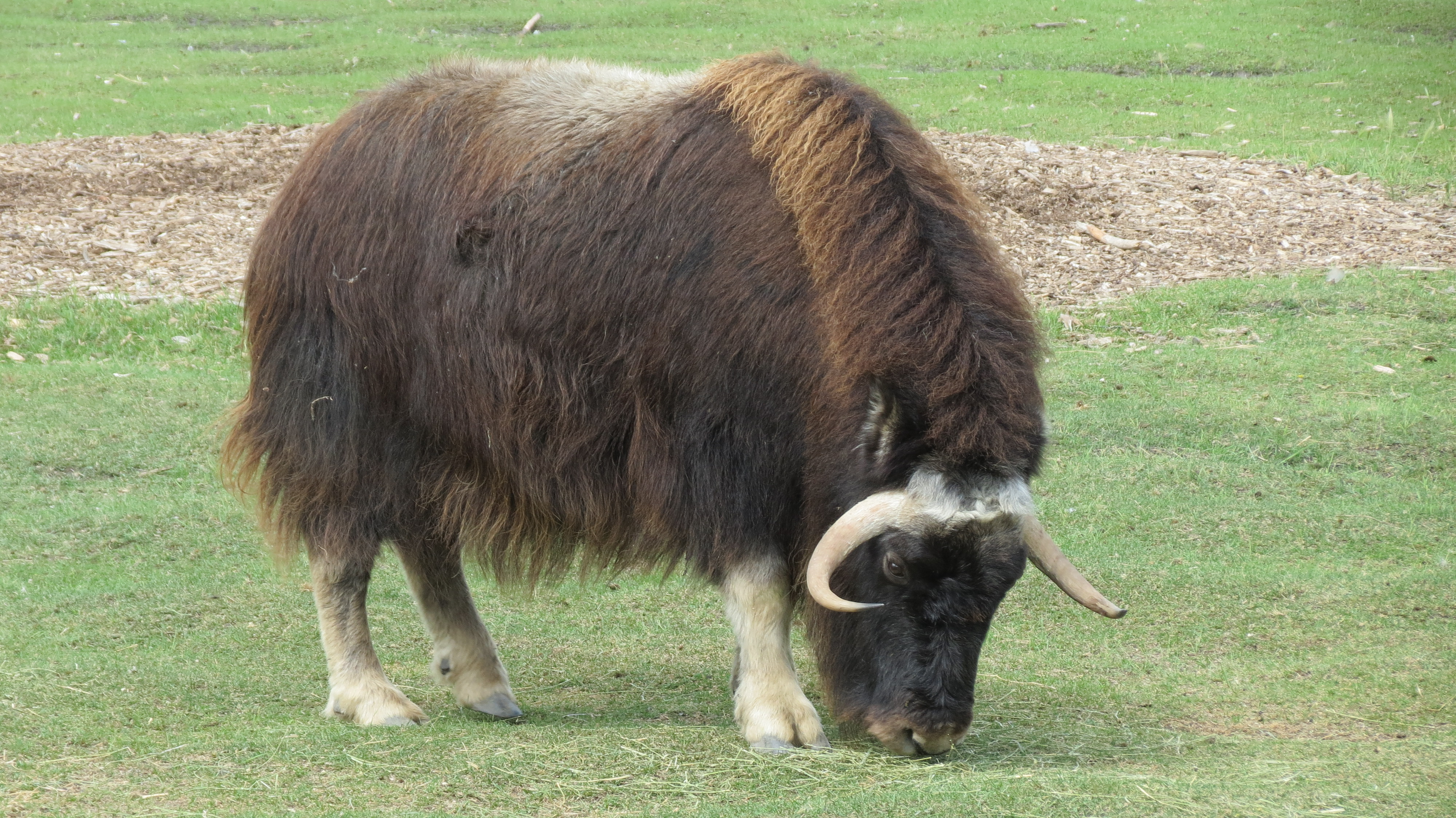
Moschusochse
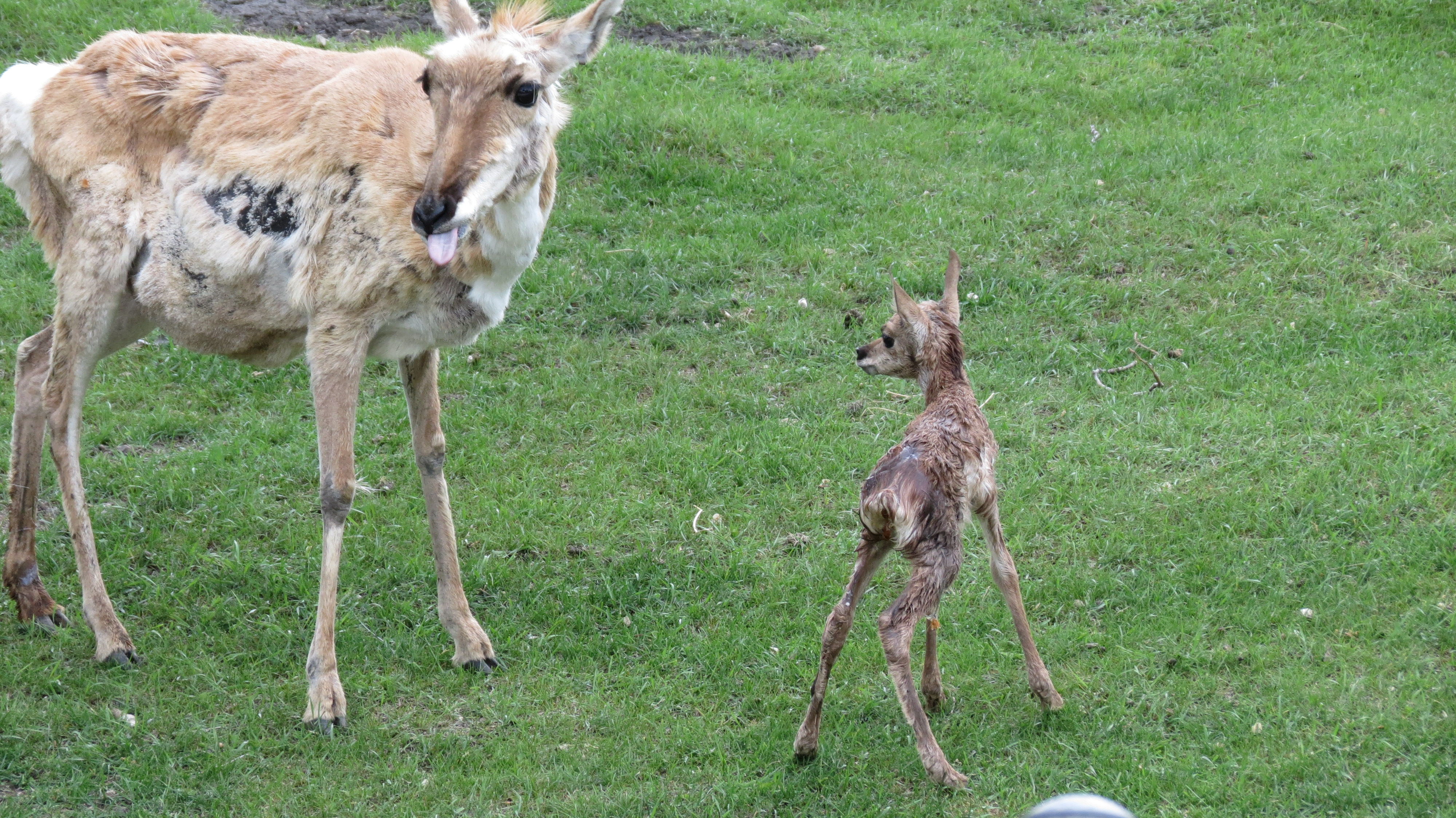
Karibu mit Jungtier
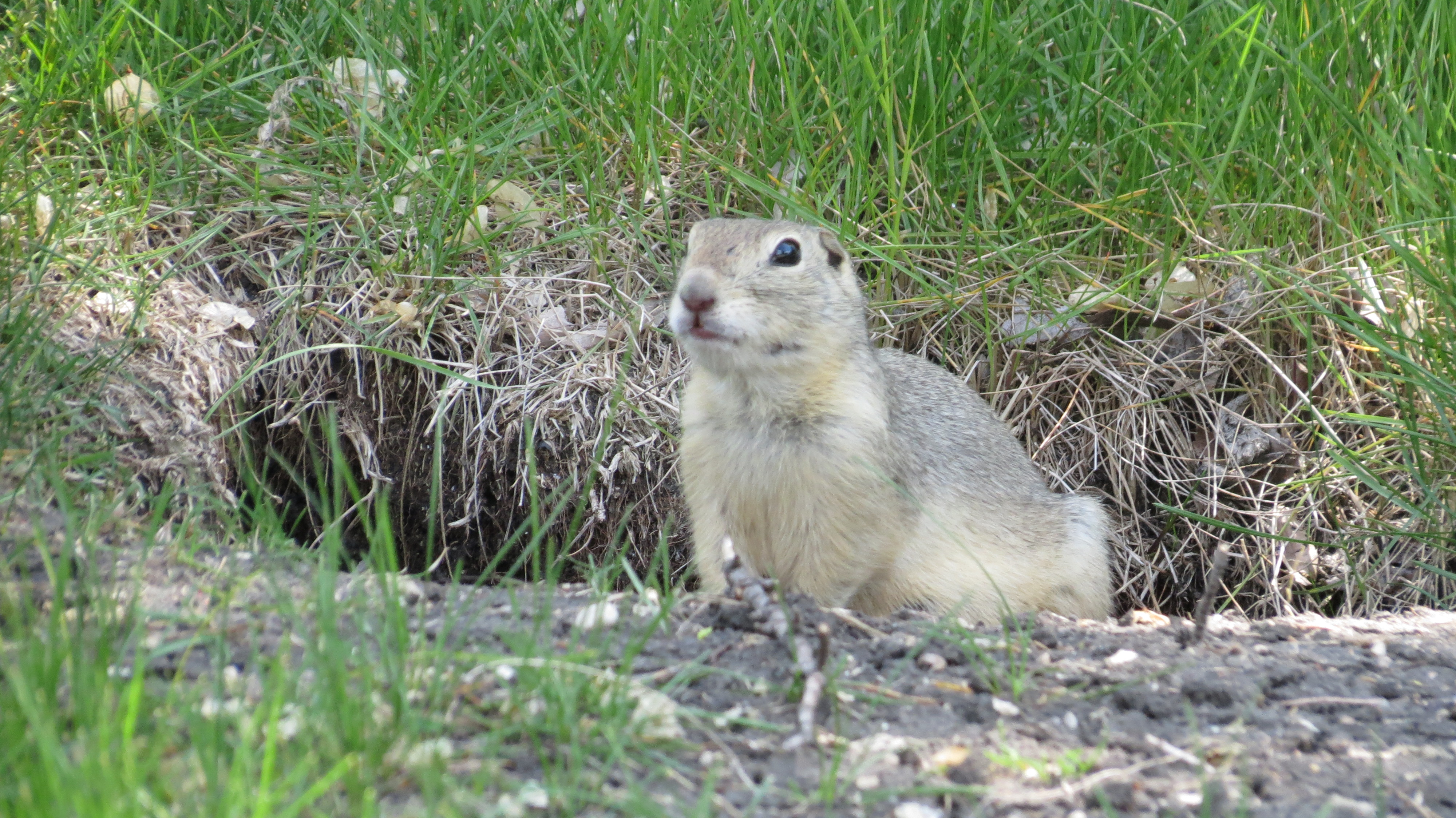
Präriehund
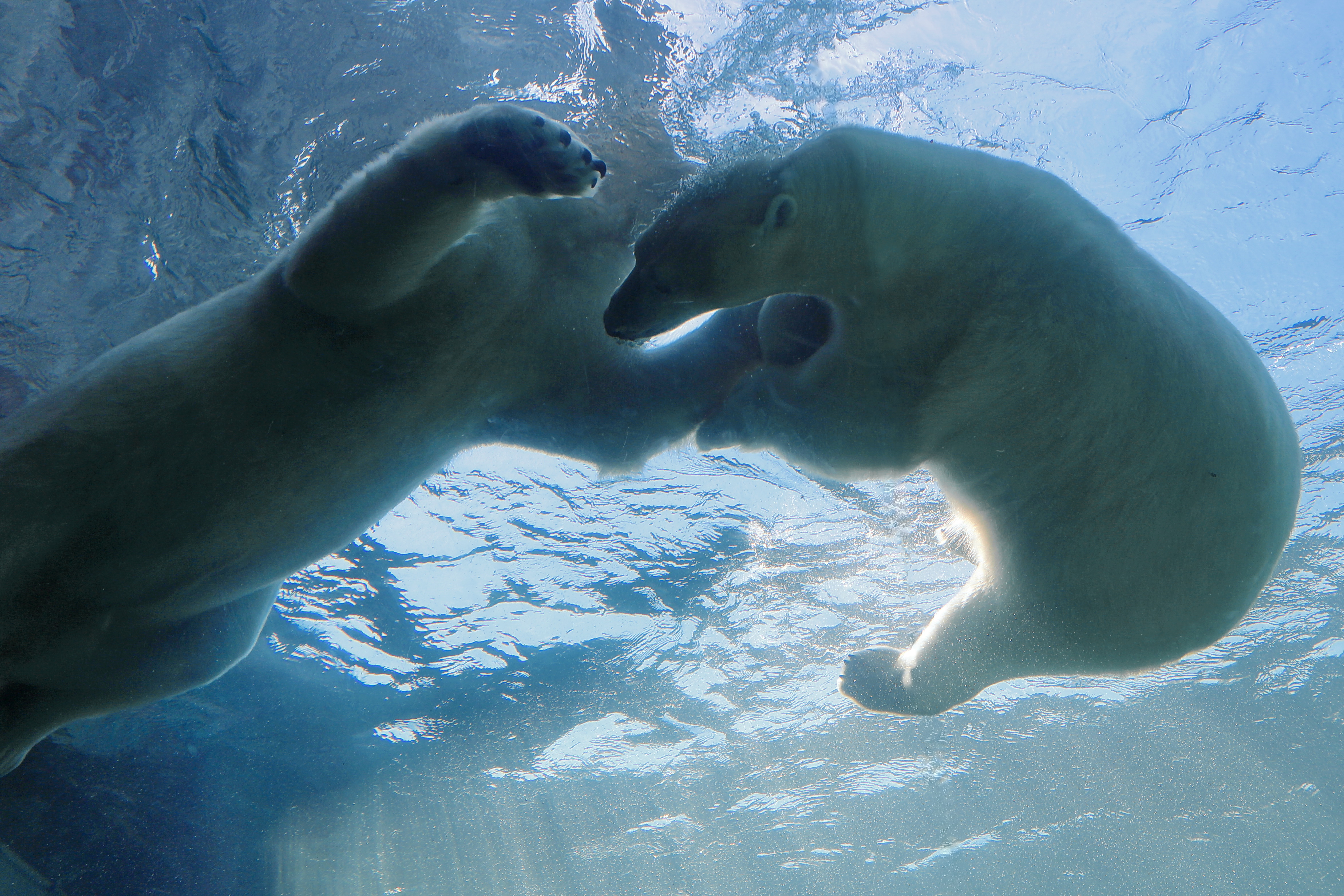
Schwimmende Eisbären
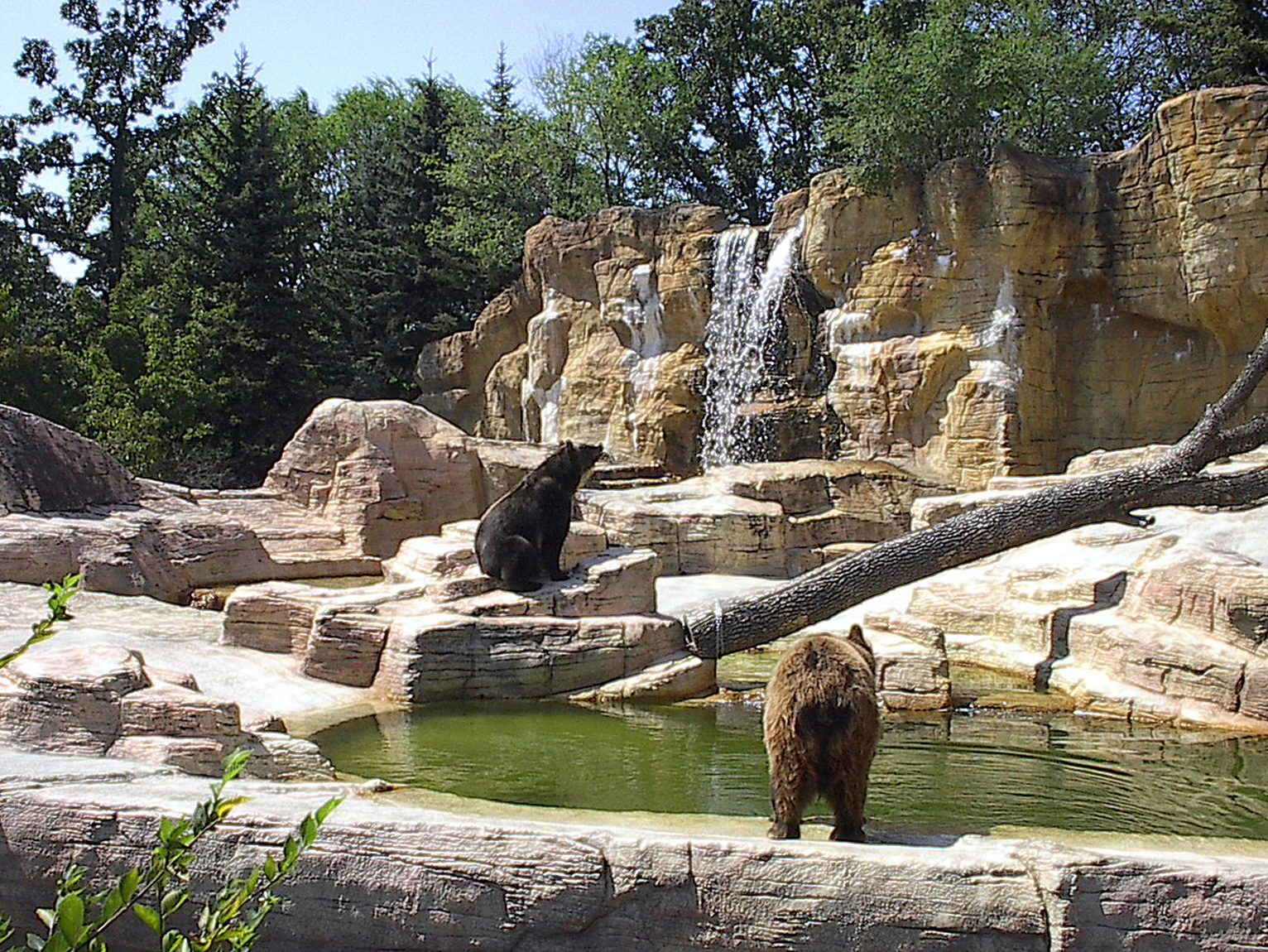
Bärenfreianlage
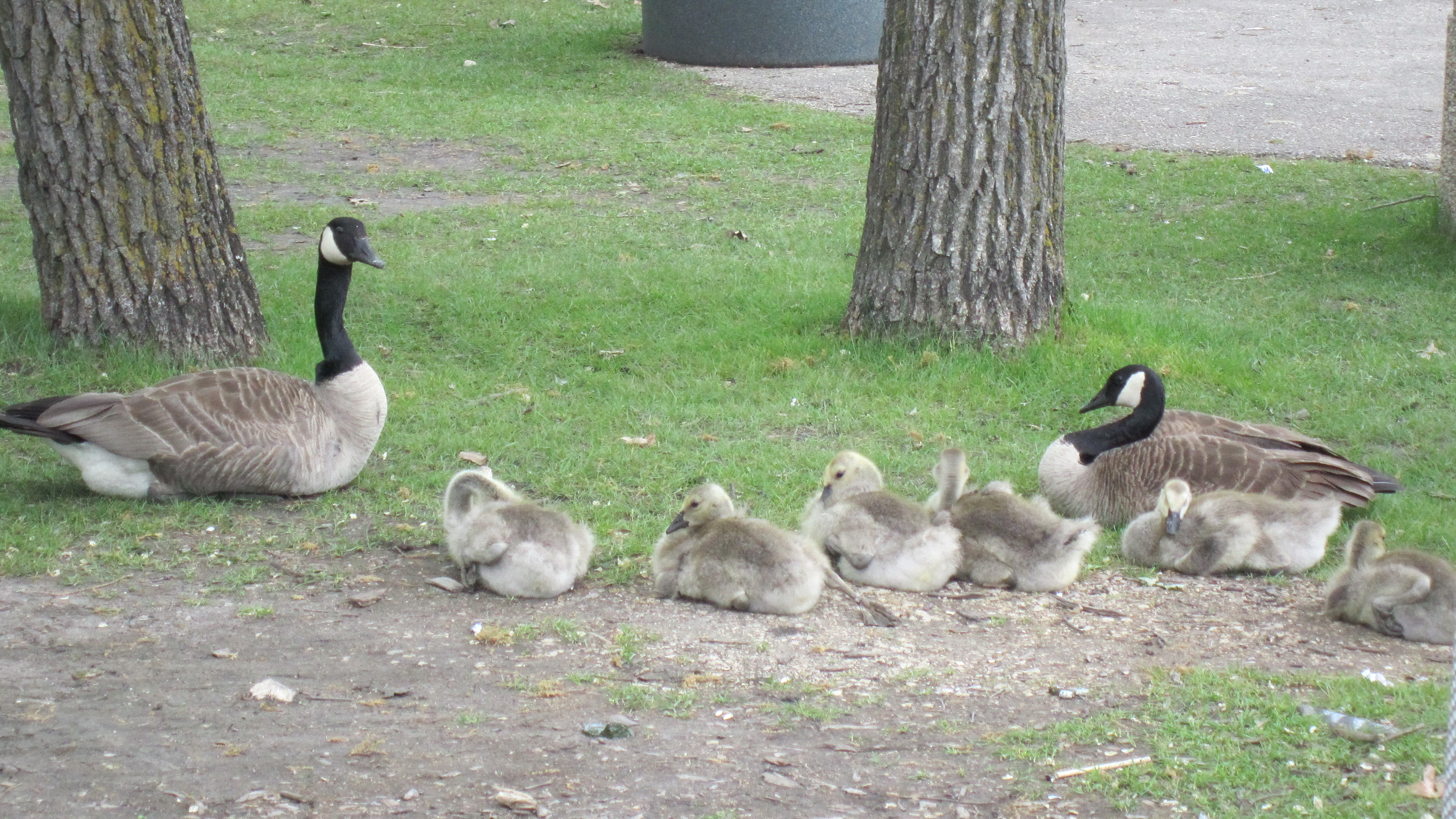
Kanadagänse
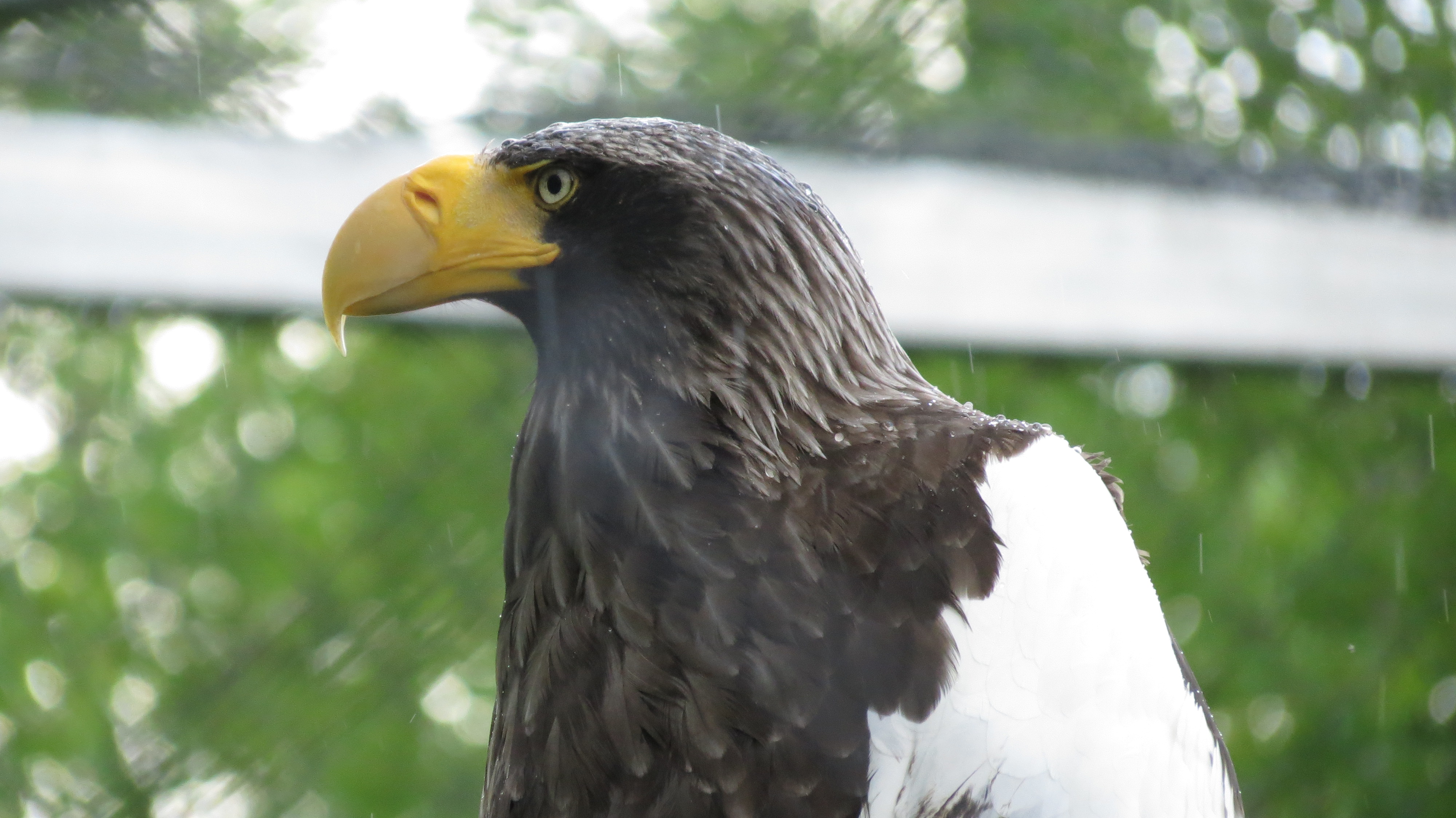
Riesenseeadler

Im Rahmen des von der AZA entwickeltem SAFE-Programms (Saving Animals from Extinction) (Rettung der Tiere vor dem Aussterben) beteiligt sich der Assiniboine Park Zoo an strategische Projekten zur Erhaltung bedrohter Arten. Diese Programme nutzen die kollektiven Möglichkeiten von Zoos und Aquarien, durch den Zusammenschluss von Experten weltweit, um Arten zu retten. Der Assiniboine Park Zoo beteiligt sich im Besonderen an Programmen zur Erhaltung von nordamerikanischen Singvögeln sowie des Monarchfalters (Danaus plexippus).